# San Mateo Sindihui
San Mateo Sindihui là một đô thị thuộc bang Oaxaca, Mexico. Năm 2005, dân số của đô thị này là 1871 người.